# Hasanoğlu, Araban
Hasanoğlu là một xã thuộc huyện Araban, tỉnh Gaziantep, Thổ Nhĩ Kỳ. Dân số thời điểm năm 2011 là 207 người.